# دیدارهای فوتبال ایران و مالدیو
تیم ملی ایران و تیم ملی مالدیو تاکنون ۶ بار در مقابل یکدیگر قرار گرفته‌اند. حاصل این بازیها، ۶ پیروزی برای تیم ایران بوده‌است.
در این بازیها جمعاً ۴۲ گل به ثمر رسیده‌است که تمامی ۴۲ گل سهم تیم ملی ایران بوده‌است.
بازی اول ایران و مالدیو که با نتیجه ۱۷ بر ۰ به سود ایران تمام شد تبدیل به خاطره خوشی برای مردم ایران شده و در ایران اصولاً برای تعریف تیم ضعیف از نام مالدیو استفاده می‌شود.
با اینکه ایران چند سال بعد با نتیجه ۱۹ بر ۰ تیم ملی گوام را شکست داد ولی همیشه نام مالدیو و آن نتیجه ۱۷ بر ۰ بیانگر خاطره خوشی می‌باشد.

## اولین بازی
اولین بازی بین این دو تیم در تاریخ ۱۲ خرداد ۱۳۷۶ از سری مسابقات مقدماتی جام جهانی ۱۹۹۸ در شهر دمشق برگزار شد که با برد ۱۷ بر ۰ به سود تیم ملی ایران به پایان رسید.
این بازی دومین برد پر گل تیم ملی ایران در تاریخ بازیهایش محسوب می‌شود.

## بهترین برد
بهترین برد تیم ملی ایران در برابر تیم ملی مالدیو کسب نتیجه ۱۷ بر ۰ می‌باشد که در بازیهای مقدماتی جام جهانی ۱۹۹۸ به دست آمده‌است.
ایران دو برد پرگل دیگر با نتایج ۹ بر ۰ و ۸ بر ۰ در برابر این تیم را ثبت کرده‌است.

## بررسی کلی بازیها
| بردهای ایران  | ۶ بازی |              | گل‌های ایران | ۴۲ گل                            |        | بازی‌های برگزار شده در ایران | ۳ بازی |
| مساوی         | ۰ بازی | گل‌های مالدیو | ۰ گل        | بازی‌های برگزار شده در کشور بی‌طرف | ۲ بازی |                             |        |
| بردهای مالدیو | ۰ بازی |              |             | بازی‌های برگزار شده در مالدیو     | ۱ بازی |                             |        |
| مجموع بازی‌ها  | ۶ بازی | مجموع گل‌ها   | ۴۲ گل       | مجموع بازی‌ها                     | ۶ بازی |                             |        |

## عنوان بازیها
| #   | عنوان بازی              | تعداد بازی | برد ایران | برد مالدیو | مساوی |
| --- | ----------------------- | ---------- | --------- | ---------- | ----- |
| ۱   | مقدماتی جام جهانی       | ۴          | ۴         | ۰          | ۰     |
| ۲   | مقدماتی جام ملتهای آسیا | ۲          | ۲         | ۰          | ۰     |
| جمع | جمع                     | ۶          | ۶         | ۰          | ۰     |

## میزبان و میهمان
| بازیهایی که در ایران برگزار شده‌است       | بازیهایی که در ایران برگزار شده‌است | بازیهایی که در ایران برگزار شده‌است | بازیهایی که در ایران برگزار شده‌است |
| تیم                                      | برد                                | مساوی                              | باخت                               |
| ---------------------------------------- | ---------------------------------- | ---------------------------------- | ---------------------------------- |
| ایران                                    | ۳                                  | ۰                                  | ۰                                  |
| مالدیو                                   | ۰                                  | ۰                                  | ۳                                  |
| بازیهایی که در مالدیو برگزار شده‌است      |                                    |                                    |                                    |
| تیم                                      | برد                                | مساوی                              | باخت                               |
| ایران                                    | ۱                                  | ۰                                  | ۰                                  |
| مالدیو                                   | ۰                                  | ۰                                  | ۱                                  |
| بازیهایی که در کشوری بی‌طرف برگزار شده‌است |                                    |                                    |                                    |
| تیم                                      | برد                                | مساوی                              | باخت                               |
| ایران                                    | ۲                                  | ۰                                  | ۰                                  |
| مالدیو                                   | ۰                                  | ۰                                  | ۲                                  |

## فهرست کلی بازیها
| # | تاریخ     | نتیجه بازی        | ورزشگاه / شهر        | عنوان بازیها                 | گلزنان |
| - | --------- | ----------------- | -------------------- | ---------------------------- | --- |
| ۶ | ۱۳۹۰/۵/۶  | ایران ۱–۰ مالدیو  | ماله، مالدیو         | مقدماتی جام جهانی ۲۰۱۴       | محمدرضا خلعتبری (۴۵) |
| ۵ | ۱۳۹۰/۵/۱  | ایران ۴–۰ مالدیو  | آزادی، تهران         | مقدماتی جام جهانی ۲۰۱۴       | کریم انصاری فرد (۴ و ۶۱) – علی کریمی (۶۷) – سعید دقیقی (۸۸) |
| ۴ | ۱۳۷۹/۱/۲۵ | ایران ۳–۰ مالدیو  | آزادی، تهران         | مقدماتی جام ملت‌های آسیا ۲۰۰۰ | بهنام ابوالقاسم‌پور (۵) – حمید استیلی (۳۰) – علی دایی (۶۵-پ) |
| ۳ | ۱۳۷۹/۱/۱۲ | ایران ۸–۰ مالدیو  | ورزشگاه حمدانیه، حلب | مقدماتی جام ملت‌های آسیا ۲۰۰۰ | مهدی هاشمی‌نسب (۱۹) – سیروس دین‌محمدی (۲۰) – مهدی مهدوی‌کیا (۲۳) حمید استیلی (۳۲) – علی دایی (۳۹ و ۶۱ و ۷۲) – علی موسوی (۷۸)                                                         |
| ۲ | ۱۳۷۶/۳/۲۱ | ایران ۹–۰ مالدیو  | آزادی، تهران         | مقدماتی جام جهانی ۱۹۹۸       | علیرضا منصوریان (۱۵ و ۴۴) – کریم باقری(۲۲ و ۳۹) – علی دایی (۳۳ و ۴۳) مهدی مهدوی کیا (۳۸) – رضا شاهرودی (۶۸) – خداداد عزیزی (۸۷)                                                   |
| ۱ | ۱۳۷۶/۳/۱۲ | ایران ۱۷–۰ مالدیو | عباسیون، دمشق        | مقدماتی جام جهانی ۱۹۹۸       | کریم باقری (۹ و ۱۳ و ۱۶ و ۶۰ و ۶۶ و ۶۷ و ۸۳) – حمید استیلی (۲۹ و ۴۷ و ۵۵) خداداد عزیزی (۳۵ و ۳۶) – رضا شاهرودی (۵۶) – مهدی مهدوی‌کیا (۶۳) علی دایی (۷۵ و ۷۷) – مهرداد میناوند (۸۷) |

## گلزنان
کلا ۱۶ بازیکن ایرانی با پیراهن تیم ملی ایران موفق به زدن گل به تیم ملی مالدیو شده‌اند که کریم باقری با زدن ۹ گل بهترین گلزن ایران در تاریخ جدالهایش با تیم ملی مالدیو است

### گلزنان ایران
- ۹ گل: کریم باقری
- ۸ گل: علی دایی
- ۵ گل: حمید استیلی
- ۳ گل: مهدی مهدوی‌کیا – خداداد عزیزی
- ۲ گل: کریم انصاری فرد – رضا شاهرودی – علیرضا منصوریان
- ۱ گل: محمدرضا خلعتبری – سعید دقیقی – علی کریمی – بهنام ابوالقاسم‌پور – علی موسوی – سیروس دین‌محمدی – مهدی هاشمی‌نسب – مهرداد میناوند